# The Elegants
The Elegants is een doo wopgroep die door Vito Picone in 1958 te South Beach, Staten Island, opgericht werd, samen met Arthur Venosa, Frank Tardogano, Carmen Romano en James Mochella. Voordat het op een kinderversje geïnspireerde nummer "Little Star" op nummer 1 kwam te staan, trad de groep gewoonlijk en op informele wijze op onder de plankieren bij hun huis.
Toen Little Star de radio begon te domineren, toerde de tienergroep mee met Buddy Holly, Dion and the Belmonts, Chuck Berry en Jerry Lee Lewis. Maar hoe dan ook, het succes dat ze hadden met Little Star werd nooit meer bereikt en uiteindelijk ging de groep uiteen.
In de late jaren van 1960 herstartte Vito Picone de groep, maar deze keer met drie nieuwe zangers: Fred Redmond, Nino Amato en Bruce Copp. De kern van deze groep is nog steeds bij elkaar en toert nog steeds door het land. Ze treden ieder jaar op het San Gennaro festival in Little Italy (Manhattan) op.